# 衢州爛柯杯世界囲碁オープン戦
衢州爛柯杯世界囲碁オープン戦（くしゅうらんかはい せかいいごオープンせん、衢州烂柯杯世界围棋公开赛）は、囲碁の国際棋戦。中国国内棋戦である衢州・爛柯杯中国囲棋冠軍戦を発展させて、2023年に創設、中国浙江省衢州市で行われる。
- 主催 中国囲棋協会、中国共産党衢州市委員会、衢州市人民政府
- 後援 浙江省囲棋協会
- 協力 衢州市城市建設投資集団有限公司、衢州市爛柯文化産業発展有限公司
- 優勝賞金 180万元

## 方式
- シード選手と各国予選勝ち抜き者が出場。決勝戦は三番勝負。
- 持ち時間は各2時間、1分の秒読み5回
- コミは7目半

## 過去の優勝者と決勝戦
- 第1回 2023年 辜梓豪（中国） 2-1 申眞諝（韓国）
- 第2回 2024年 申眞諝（韓国） 2-0 辜梓豪（中国）

## 各回の結果

### 第1回
第1回は、中国14、韓国8、日本5、台湾2、ヨーロッパ1、北米1、ワイルドカード1の計32名。が出場。1回戦から準決勝が2023年5月5-9日、決勝三番勝負が6月14、16、17日に対面対局行われた。
| 1回戦（5/5） - 辜梓豪（中国） - 韓昇周（韓国） - 朴廷桓（韓国） - 趙晨宇（中国） - 安成浚（韓国） - 余正麒（日本） - 陶欣然（中国） - 姜東潤（韓国） - 朴鍵昊（韓国） - 曹瀟陽（中国） - 謝爾豪（中国） - 井山裕太（日本） - 王星昊（中国） - 伊田篤史（日本） - 卞相壹（韓国） - 唐韋星（中国） - 申眞諝（韓国） - 李欽誠（中国） - 丁浩（中国） - 許皓鋐（台湾） - 李維清（中国） - アレクサンダー・チー（アメリカ） - 江維傑（中国） - アリ・ジャバリン（イスラエル） - 檀嘯（中国） - 許家元（日本） - 賴均輔（台湾） - 柯潔（中国） - 連笑（中国） - 関航太郎（日本） - 李軒豪（中国） - 元晟溱（韓国） | 2回戦（5/6） - 辜梓豪 - 朴廷桓 - 安成浚 - 陶欣然 - 朴鍵昊 - 謝爾豪 - 王星昊 - 卞相壹 - 申眞諝 - 丁浩 - 李維清 - 江維傑 - 檀嘯 - 賴均輔 - 連笑 - 李軒豪 |

| 準々決勝（5/8） - 辜梓豪 - 安成浚 - 朴鍵昊 - 王星昊 - 申眞諝 - 李維清 - 檀嘯 - 連笑 | 準決勝（5/9） - 辜梓豪 - 朴鍵昊 - 申眞諝 - 檀嘯 | 決勝（6/14,16,17） - 辜梓豪 2-1 申眞諝 |

### 第2回
シード14名、各国予選勝抜者34名の計48名（中国19、韓国12、日本7、中華台北4、欧州2、北米2、ワイルドカード2）が出場。1-3回戦が2024年4月24-27日、準々決勝と準決勝が6月、決勝三番勝負が8月に行われた。
| 1回戦（4/24） - 張涛（中国） - 酒井佑規（日本） - 林君諺（中華台北） - 芮廼偉（中国） - 元晟溱（韓国） - 高尾紳路（日本） - 鄭載想（中国） - 金恩持（韓国） - 檀嘯（中国） - 福岡航太朗（日本） - 姜東潤（韓国） - 黄昕（中国） - 偰玹準（韓国） - 一力遼（日本） - 古霊益（中国） - Mateusz Surma（欧州） - 上野愛咲美（日本） - 朴珉奎（韓国） - 謝爾豪（中国） - 金志錫（韓国） - 謝科（中国） - 李立言（北米） - 芝野虎丸（日本） - 羅楚玥（中国） - 井山裕太（日本） - 許皓鋐（中華台北） - 楊冬（中国） - Alexander Qi（北米） - 崔明勲（韓国） - Stanislaw Frejlak（欧州） - 蒋其潤（中国） - 林立祥（中華台北） | 2回戦（4/25） - 申眞諝（韓国） - 趙晨宇（中国） - 張涛（中国） - 林君諺 - 楊鼎新（中国） - 許嘉陽（中国） - 元晟溱 - 鄭載想 - 丁浩（中国） - 申旻埈（韓国） - 賴均輔（中華台北） - 檀嘯 - 姜東潤 - 李維清（中国） - 柯潔（中国） - 偰玹準 - 辜梓豪（中国） - 古霊益 - 上野愛咲美 - 謝爾豪 - 朴廷桓（韓国） - 李軒豪（中国） - 謝科 - 芝野虎丸 - 井山裕太 - 楊冬 - 范廷鈺（中国） - 崔明勲 - 卞相壹（韓国） - 羋昱廷（中国） - 蒋其潤 - 金明訓（韓国） | 3回戦（4/27） - 申眞諝 - 張涛 - 楊鼎新 - 元晟溱 - 丁浩 - 賴均輔 - 姜東潤 - 柯潔 - 辜梓豪 - 上野愛咲美 - 朴廷桓 - 謝科 - 井山裕太 - 范廷鈺 - 卞相壹 - 蒋其潤 |

| 準々決勝（6/27） - 申眞諝 - 楊鼎新 - 丁浩 - 姜東潤 - 辜梓豪 - 朴廷桓 - 井山裕太 - 卞相壹 | 準決勝（6/29） - 申眞諝 - 丁浩 - 辜梓豪 - 井山裕太 | 決勝（8/19,21） - 申眞諝 2-0 辜梓豪 |

### 第3回
第3回予選及び本戦16強まで2025年6月から7月、16強から決勝まで10月に開催予定

## 注
1. ↑  新浪体育「衢州烂柯杯世界围棋公开赛名单 柯洁申真谞等出战」2024.4.8